# Tawfeek Barhom
Pour les articles homonymes, voir Barhom.
Tawfeek Barhom également orthographié  Tawfeek Barhoum (en arabe : توفيق برهوم, en hébreu : תאופיק ברהום), né en 28 juillet 1990, à Ein Rafa, Jérusalem (Israël), est un acteur arabe palestinien et citoyen d'Israël.

## Biographie
Tawfeek Barhom est né en 28 juillet 1990, à Ein Rafa, Jérusalem (Israël).

## Carrière
En 2014, il joue dans Mon fils d'Eran Riklis. Sa performance a été acclamée, le positionnant comme un acteur prometteur dans l'industrie cinématographique internationale. Ses films incluent Le Chanteur de Gaza d'Hany Abu-Assad et Wounded Land d'Erez Tadmor (tous deux en 2015), ainsi que dans le film grec Worlds Apart (en) de Christoforos Papakaliatis, démontrant sa capacité à jouer dans des contextes cinématographiques variés.
En 2022, il joue dans La Conspiration du Caire de Tarik Saleh, consolidant ainsi son statut d'acteur principal. Le film a été sélectionné pour la compétition principale du Festival de Cannes, ce qui a mené à sa nomination pour le meilleur acteur au Prix Guldbagge en 2023.
Parmi ses projets à venir, on note son rôle dans The Way of the Wind, un drame biblique dirigé par Terrence Malick. Dans ce projet, il y incarne Jean, apportant une contribution significative à un film connu pour ses nombreux lieux de tournage internationaux. La date de sortie, typique des films de Malick, reste confidentielle, créant une vive anticipation pour sa première.
En 2024, il joue dans le préquel du film d'horreur La Malédiction : L'Origine d'Arkasha Stevenson. Cette expérience marque sa première incursion dans le genre de l'horreur. La même année, il joue également dans Les Fantômes de Jonathan Millet, un film français tourné à Strasbourg. Ce film a été choisi pour ouvrir la Semaine de la Critique au Festival de Cannes.

### Vie privée
L'identité de Barhom en tant que Palestinien né en Israël influence grandement le récit autour de sa carrière. Malgré les tentatives d'obscurcir ces informations, son héritage est une partie intégrante de son image publique et de son identité artistique.

## Filmographie

### Cinéma

#### Longs métrages
- 2013 : Farewell Baghdad de Nissim Dayan : Adnan
- 2014 : Mon fils d'Eran Riklis : Eyad
- 2014 : The ABCs of Death 2 d'Aharon Keshales : le garçon arabe (segment F is for Falling)
- 2014 : The White City de Tanner King Barklow et Gil Kofman : Cobi
- 2015 : Le Chanteur de Gaza (Ya tayr el tayer) d'Hany Abu-Assad : Mohammed Assaf
- 2015 : Worlds Apart (Enas allos kosmos) de Christoforos Papakaliatis : Farris
- 2015 : Wounded Land d'Erez Tadmor
- 2018 : Marie Madeleine (Mary Magdalene) de Garth Davis : James
- 2020 : Le Rythme de la vengeance (The Rythm Section) de Reed Morano : Mohammed Reza
- 2022 : La Conspiration du Caire (Walad Min Al Janna) de Tarik Saleh : Adam
- 2024 : La Malédiction : L'Origine (The First Omen) d'Arkasha Stevenson : Père Gabriel
- 2024 : Les Fantômes de Jonathan Millet : Harfaz
- 2025 : The Way of the Wind de Terrence Malick : Jean

#### Courts métrages
- 2015 : At Dawn d'Omri Burstyn : Ali
- 2016 : Fuk It de Dennis Overeem : Isa
- 2025 : I'm Glad You're Dead Now de lui-même : Reda

#### Télévision
- 2012 : Special Ops : Amir
- 2012 - 2013 : Euphoria : Dudu
- 2013 : Ha-Hamama : Nur
- 2014 : Tyrant : Un islamiste
- 2015 : Dig : Assaf, l'assistant de Margrove
- 2018 : The Looming Tower : Khalid al-Mihdhar
- 2020 : Baghdad Central : Amjad
- 2020 : L'Écuyer du roi (The Letter for the King) : Jabroot

### Réalisateur
- 2025 : I'm Glad You're Dead Now (court métrage)

## Distinctions
- Festival de Cannes 2025 : Palme d'Or du court métrage pour I'm Glad You're Dead Now